# Antropologia lingüística
L'antropologia lingüística és una disciplina de l'antropologia cultural que se centra en l'estudi de les llengües. Va néixer com una tendència fonamentalment de tradició nord-americana perquè la situació del naixement de la lingüística moderna als Estats Units al final del segle xix és influïda per l'enorme pluralitat de cultures i de llengües, tant d'origen europeu com d'origen autòcton (les llengües ameríndies, és a dir, les llengües dels indis de l'Amèrica del Nord) que conviuen en aquell continent.

## Franz Boas
El fundador d'aquesta escola és l'antropòleg d'origen alemany Franz Boas (1858-1942), professor a la Universitat de Chicago, que va estudiar els aspectes psicològics comuns a totes les ètnies ameríndies. F. Boas va ser un dels primers a considerar les cultures primitives amb una perspectiva globalitzadora que necessitava les aportacions de l'etnografia, la història, la geografia, la lingüística, la mitologia, etc. Va tractar, en una obra considerable, recollida anys més tard pels seus deixebles, de deduir les lleis generals del desenvolupament cultural i lingüístic. Es va interessar per la relació existent entre pensament i llenguatge a partir d'aquestes mateixes llengües ameríndies, amb obres com: The mind of primitive man (1911), The Methods of Ethnology (1920) i Race, Language and Culture (1955). Franz Boas ha estat un dels teòrics més destacats del "difusionisme cultural", inspirat en els treballs de la geografia històrica alemanya del final del segle xix (A. Bastian, 1826-1905) —que creia en l'existència d'un nucli central d'"idees elementals" que s'expandien (difusionisme) progressivament en funció de les condicions geogràfiques. El difusionisme és un model d'explicació històrica que, malgrat tot, no s'oposa a les teories de l'evolucionisme.

## Edward Sapir
Nascut també a Alemanya, el lingüista i antropòleg Edward Sapir (1884-1939), deixeble de F. Boas, va estudiar les nocions indissociables d'individu i societat, d'una banda, i de personalitat i cultura, de l'altra. Estudia les llengües i les cultures ameríndies amb: Language: an introduction to the study of speech (1921). Edward Sapir inaugura un treball interdisciplinari considerable, s'interessa per la psicoanàlisi, la lingüística, l'etnologia i la història. Va proposar una coneguda tipologia de classificació de les llengües del món, basada en criteris formals (sintaxi, lèxic, semàntica) i, finalment, va elaborar una lingüística moderna, preestructural, que tenia en compte el fet antropològic global, és a dir, la relació existent entre la llengua i la cultura. Treballa en col·laboració amb l'antropòleg i lingüista Benjamin Lee Whorf (1897-1941) i elaboren junts la hipòtesi anomenada de "Sapir-Whorf", segons la qual les categories fonamentals del pensament, com el temps, l'espai, el subjecte i l'objecte no coincideixen gens entre dues llengües diferents, i més concretament entre l'anglès i una llengua no indoeuropea, com la llengua shoshom (de la família lingüística utoasteca), que ells van estudiar. Era la llengua dels indis hopi d'Arizona, a l'Amèrica del Nord.

## Benjamin Whorf
Per la seva banda, Whorf ha insistit en el concepte germànic de "Weltanschauung", és a dir, sobre la visió del món específica de cada llengua i de cada cultura, que és sempre, segons l'autor, marcadament antropològica. B. L. Whorf tractava d'analitzar la percepció i la interpretació de la realitat a partir de l'estructura del vocabulari i de la sintaxi de cada llengua ameríndia. Whorf publica l'any 1941: The Relation of Habitual Thought and Behavior to Language, que estudia la relació entre la conducta habitual dels locutors d'un grup etnocultural específic i l'estructura del llenguatge. En definitiva, Whorf planteja una oposició, sens dubte suggeridora encara avui, entre la part de la llengua constituïda pels universals lingüístics (indoeuropeus), que són certament innegables en tota llengua, i la part que és més específica, única, genuïna i irrepetible.